# Senahú
Senahú (auch San Antonio Senahú) ist ein Ort in Guatemala und Verwaltungssitz der gleichnamigen Großgemeinde (Municipio) im Departamento Alta Verapaz. In dem 336 km² großen Municipio leben rund 62.000 Menschen, in Senahú etwa 5.000.

## Geografie
Senahú liegt im Südosten von Alta Verapaz auf etwa 1.000 m Höhe. Das Municipio erstreckt sich zwischen den nordöstlichen Ausläufern der Sierra de Xucaneb (Montañas Piedras Blancas) und dem Tal des Río Cahabón im äußersten Norden und Osten. Im Süden grenzt die Bergkette das Municipio zum tiefen Tal des Río Polochic ab, das bereits tropisch geprägt ist. In Senahú ist das Klima gemäßigt.
Das Municipio grenzt im Nordwesten an die Gemeinde San Pedro Carchá, im Norden an Lanquín und Santa María Cahabón, im Osten und Südosten an Panzós, im Süden an Santa Catalina La Tinta, im Südwesten an Tucurú und im Westen an San Juan Chamelco.

## Bevölkerung
Die Bevölkerung gehört größtenteils zur Maya-Volksgruppe Kekchí, der Rest sind Ladinos. Zahlreiche Einwohner stammen von deutschen Einwanderern ab, was sich an den vielen deutschen Familiennamen widerspiegelt. Das Municipio umfasst neben dem Hauptort Senahú noch 63 Weiler und rund 120 andere ländliche Siedlungen.

## Geschichte
Der Ort entstand Mitte des 19. Jahrhunderts durch den Zuzug von Kekchí. Zunächst trug er den Namen Sechimail, dann Nahuc, schließlich wurde er San Antonio Senahú genannt. Bis zur Gründung des Municipios am 27. Juli 1869 gehörte Senahú zu Salamá, der heutigen Hauptstadt von Baja Verapaz. Ab 1870 kamen sehr viele Einwanderer aus Deutschland nach Senahú, die dort im Zug von Enteignungen große Ländereien bekamen und hauptsächlich Kaffee anbauten, der größtenteils nach Deutschland exportiert wurde. Die landwirtschaftlichen Erzeugnisse wurden ins benachbarte, am Polochic liegende Panzós gebracht, dort eingeschifft und über den Fluss, den Izabal-See, den Río Dulce und den Atlantik nach Europa gebracht.

## Wirtschaft und Verkehr
Der Verkehrsweg durch den Izabal-See und entlang des Río Polochic gehörte einst zu den bedeutendsten Handelswegen in Guatemala. Daher lag Senahú lange Zeit recht günstig. Dies änderte sich jedoch mit dem Bau der Atlantikfernstraße CA 9, die von Guatemala-Stadt etwas weiter südlich durch das Tal des Río Motagua bis nach Puerto Barrios führt. Senahú liegt heute abseits der wichtigsten Verkehrsachsen. Bei El Rancho zweigt von der Atlantikfernstraße CA 9 die sehr gut ausgebaute Fernstraße CA 14 nach Norden in Richtung Alta Verapaz ab. In dessen südlichstem Municipio Tactic, bei San Julian, führt die kurvige und teilweise nicht asphaltierte Nationalstraße 7 nach Osten durch das Polochic-Tal bis nach Izabal. Kurz vor Telemán (Panzós) zweigt eine Nebenstrecke nach Norden in die Berge von Senahú ab. Auf diesem Weg sind es rund 280 km nach Guatemala-Stadt und knapp 140 km nach Cobán, der Hauptstadt von Alta Verpaz. Wichtigster Wirtschaftszweig in Senahú ist weiterhin die Landwirtschaft, insbesondere der Anbau von Kaffee und Kardamom. Von Bedeutung ist auch das Handwerk, in geringerem Maße der Tourismus, trotz der sehr reizvollen Landschaft.